# Hamilton Advokatbyrå
Hamilton Advokatbyrå AB, tidigare Advokatfirman Rindborg, är en av de större nordiska advokatbyråerna och grundades 1963 av advokat Stig Rindborg. 

## Historik
1993 bytte advokatbyrån namn till Hamilton & Co Advokatbyrå och 2004 till Hamilton Advokatbyrå. Byrån hade fram till 2010 kontor i Stockholm, Växjö, Karlstad, Falun och Malmö och tidigare även i Umeå och Helsingborg. 2010 gick advokatbyrån samman med Nilsson & Co Advokatbyrå och verksamheten koncentrerades då till Stockholm. 2016 gick byrån samman med den svenska delen av advokatfirman Ashurst. 2018 utsågs byrån till Årets advokatbyrå i kategorin stora advokatbyråer. 1 januari 2020 slogs verksamheten samman med den norska advokatbyrån Advokatfirmaet Schjødt och blev därmed en av de större nordiska advokatbyråerna.